# Monsaguel
Monsaguel é uma comuna francesa na região administrativa da Nova Aquitânia, no departamento Dordonha. Estende-se por uma área de 11,36 km². Em 2010 a comuna tinha 156 habitantes (densidade: 13,7 hab./km²).